# 파시 묘지
파시 묘지(프랑스어: Cimetière de Passy, 영어: Passy Cemetery)는 프랑스 파리 16구 파시에 있는 작은 규모의 묘지이다.

## 역사
현재의 파시 묘지는 1802년에 폐쇄된 파시 고대 공동 묘지(l'ancien cimetière communal de Passy; Lekain거리에 위치)를 대신해 만들어졌다.
19세기 초, 프랑스 황제 나폴레옹 1세의 명령에 따라, 파리의 모든 묘지는 수도 구역 밖에 여러 개의 대형 묘지로 바뀌게 되었다. 북쪽에는 몽마르트 묘지, 동쪽에는 페르 라셰즈 묘지, 남쪽에는 몽파르나스 묘지가 세워졌다. 파시 묘지는 후에 추가되었지만 그 기원은 같은 칙령에 있다.
현재 파시 묘지의 입구는 1934년에 르네 베르제(René Berger)가 디자인했다. 묘지의 옹벽에는 1차 세계대전에서 전사한 군인들을 기리는 옅은 부조(루이스 장티알 작)가 장식되어 있다.

## 개요
샹젤리제 거리 근처 파리 우안의 값비싼 주거 및 상업 지구에 1820년에 문을 연 작은 파시 묘지는 1874년에는 파리 귀족들의 묘지(네크로폴리스)가 되었다. 파시 묘지는 밤나무 숲으로 둘러싸여 있으며 트로카데로 광장 근처에 위치해 있다. 또한 파리에서 유일하게 난방 시설이 갖춰진 대기실이 있는 묘지이다.
묘지의 규모는 작지만 에펠탑과 트로카데로 정원과도 가까워 방문객들이 많은 묘지로 알려져 있다.

## 주요 매장자

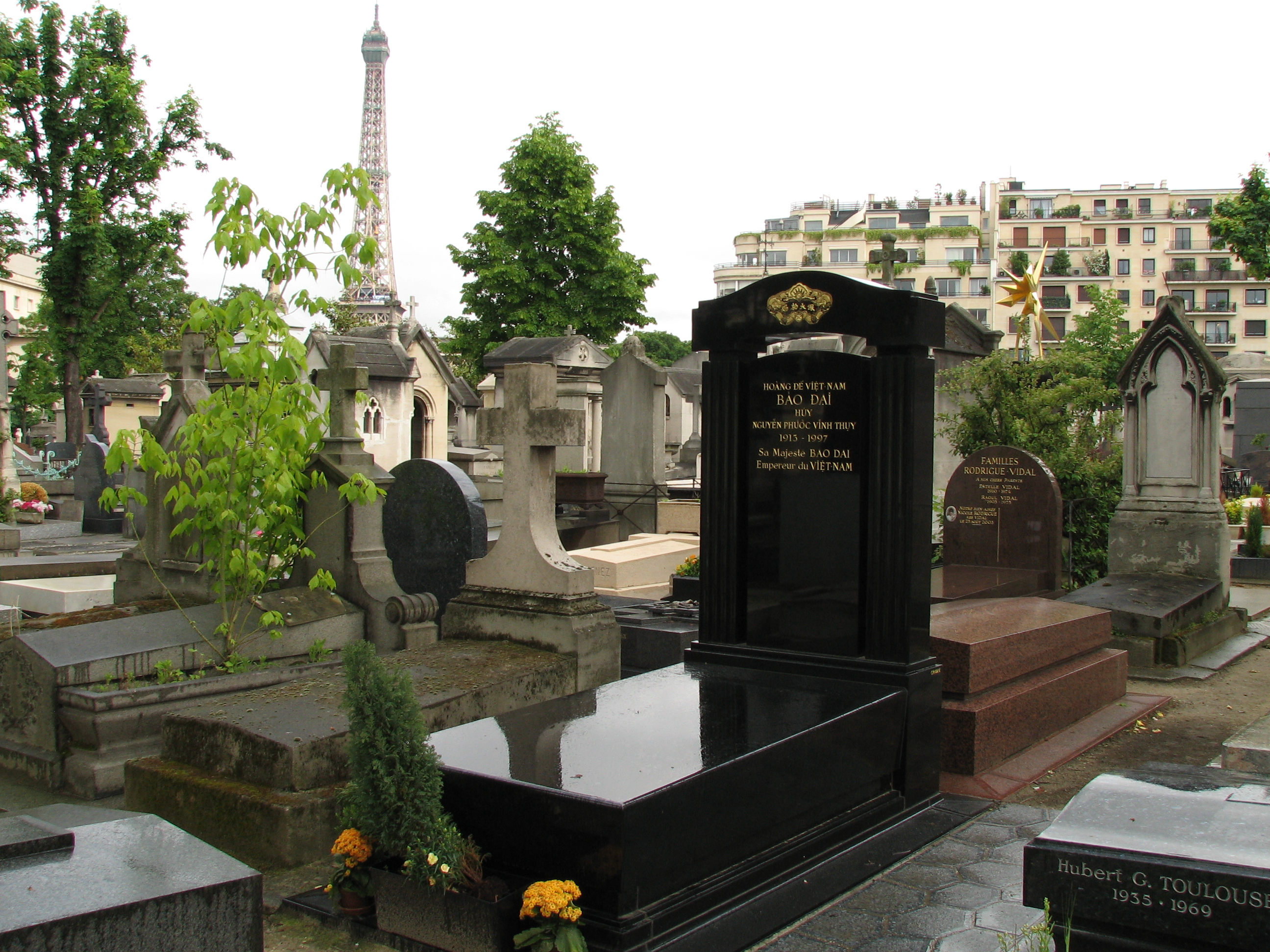
베트남의 마지막 황제인 바오다이의 묘
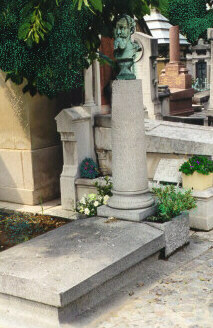
에두아르 마네의 묘
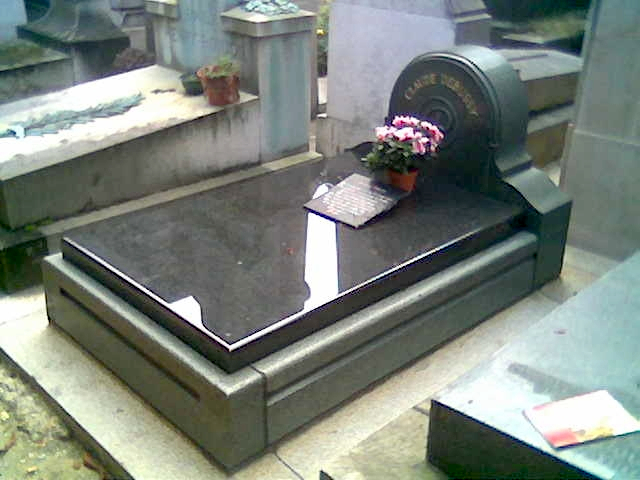
클로드 드뷔시의 묘
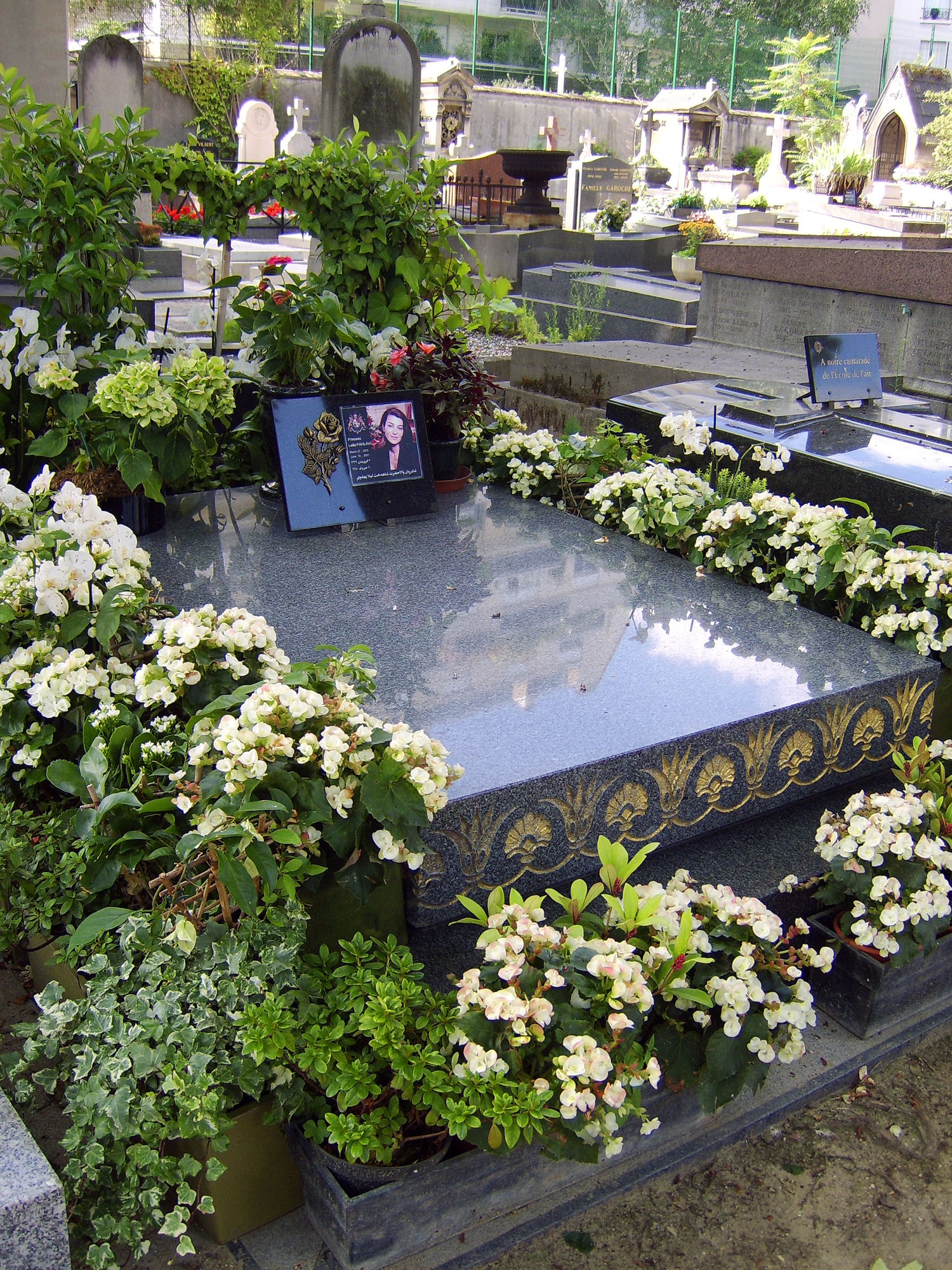
레일라 팔라비의 묘
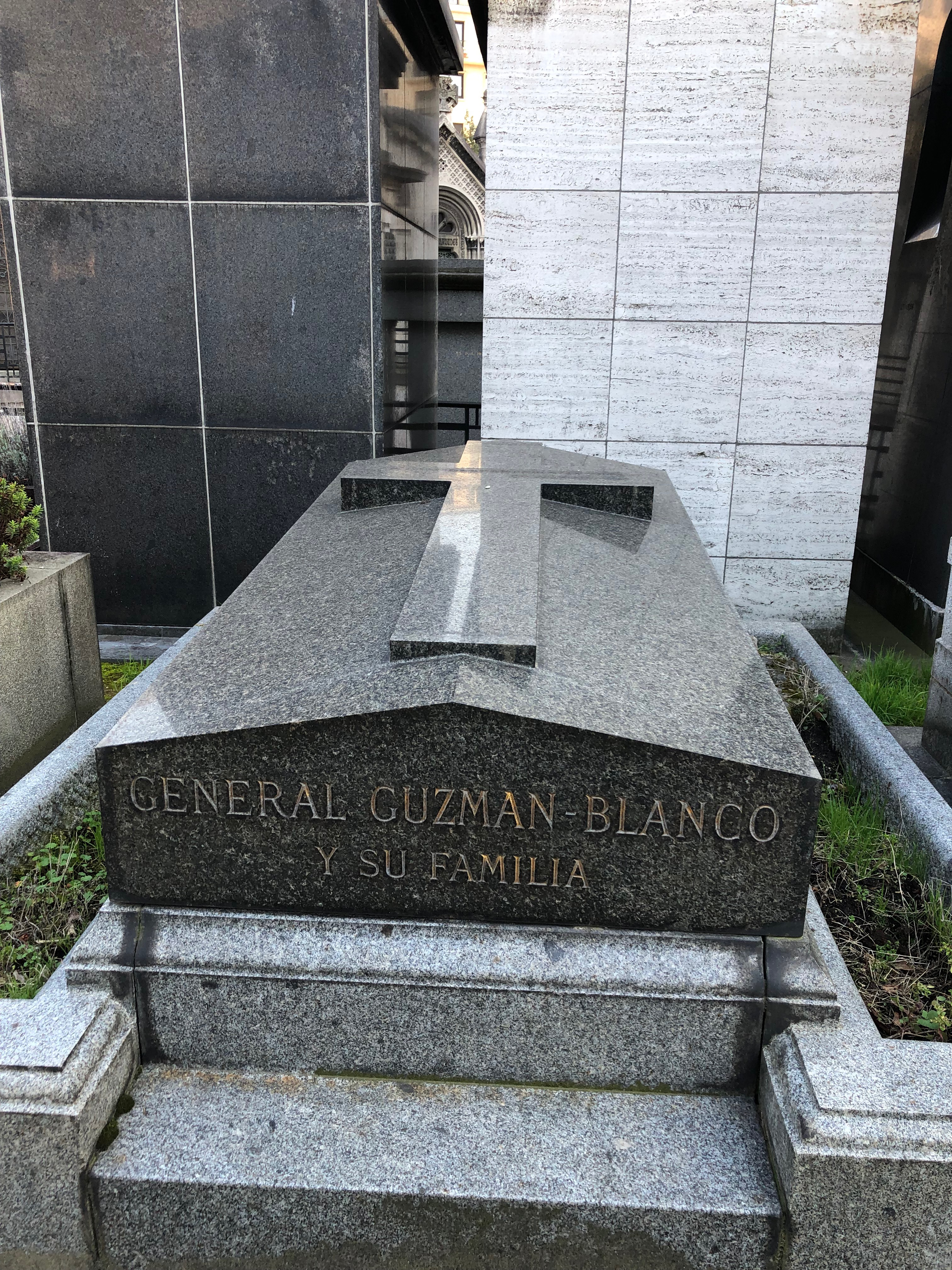
안토니오 블랑코의 묘
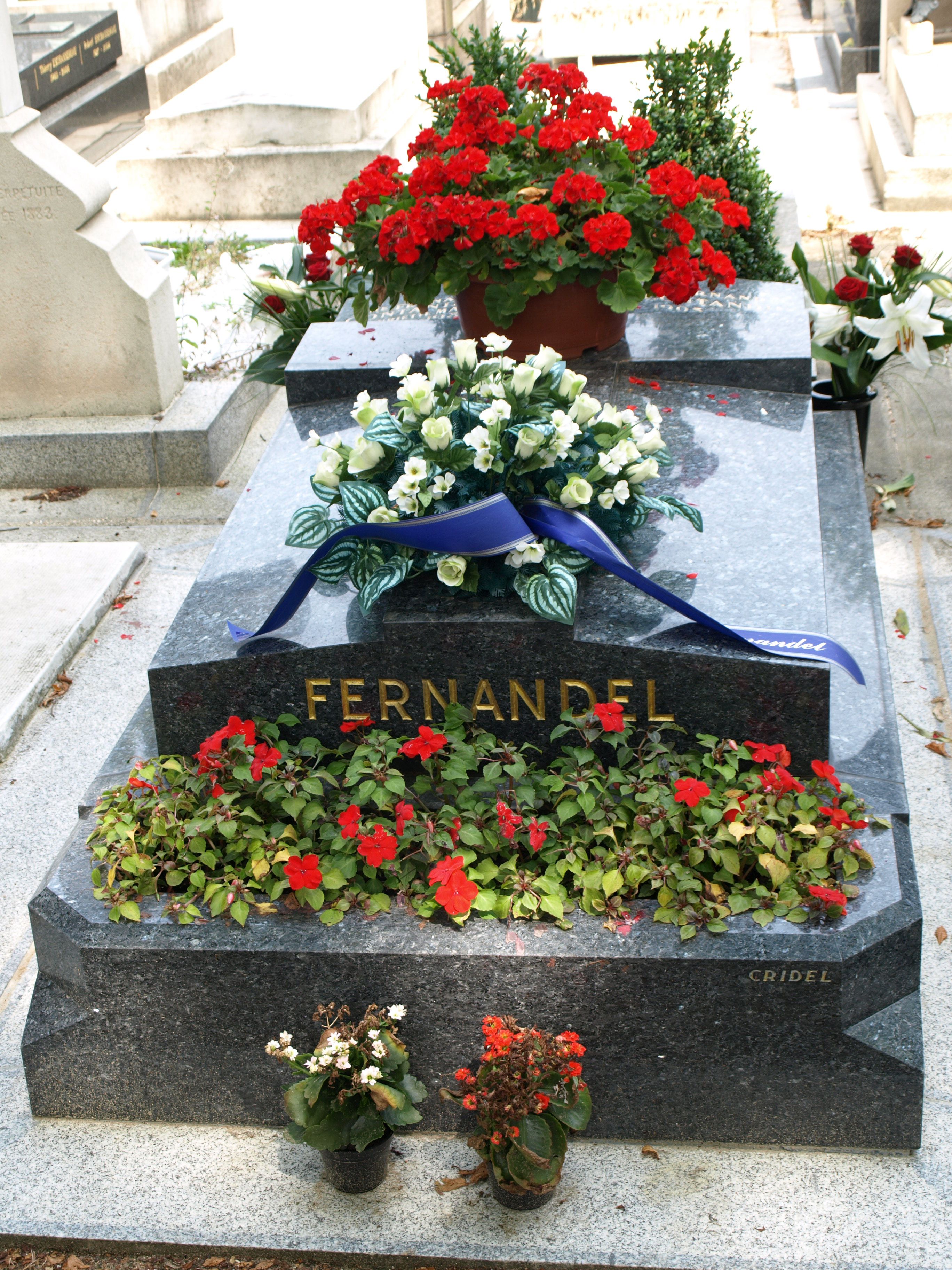
페르낭델의 묘
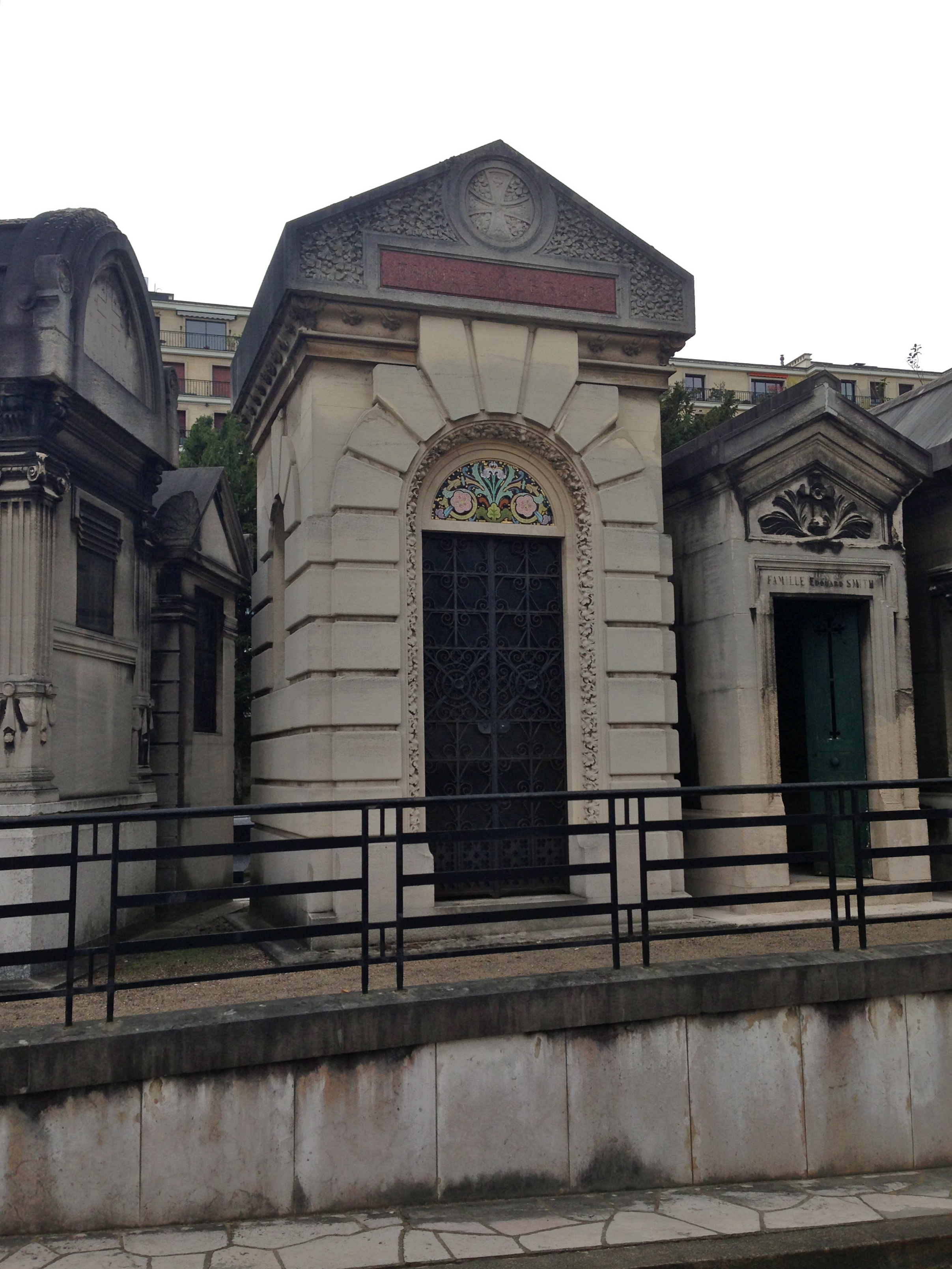
겔랑 가문의 묘
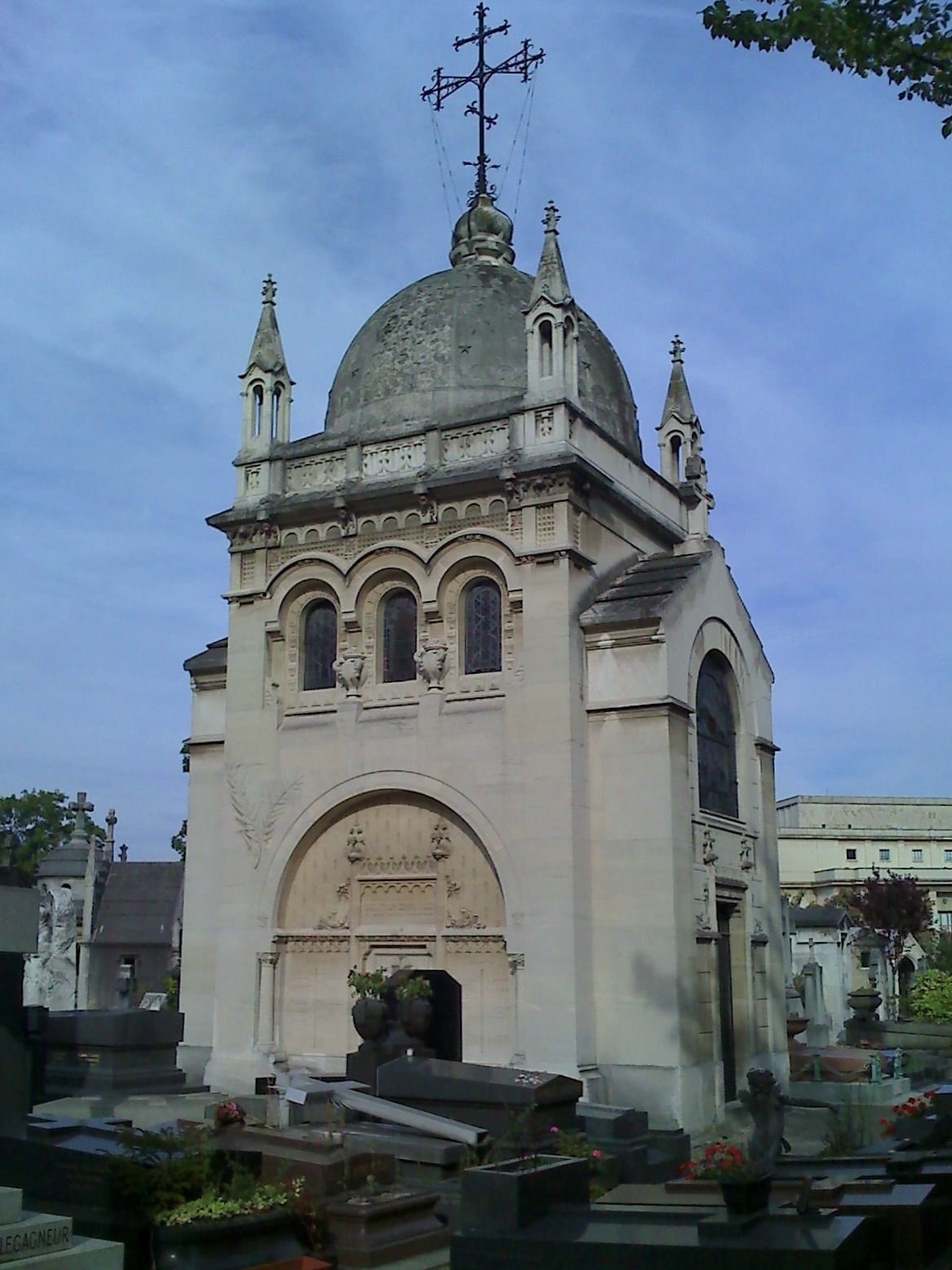
마리 바시키르트세프의 묘